# Gmina Iłża
Die Gmina Iłża ist eine Stadt-und-Land-Gemeinde im Powiat Radomski der Woiwodschaft Masowien in Polen. Ihr Sitz ist die gleichnamige Stadt (deutsch Ilza) mit etwa 4700 Einwohnern.

## Geographie

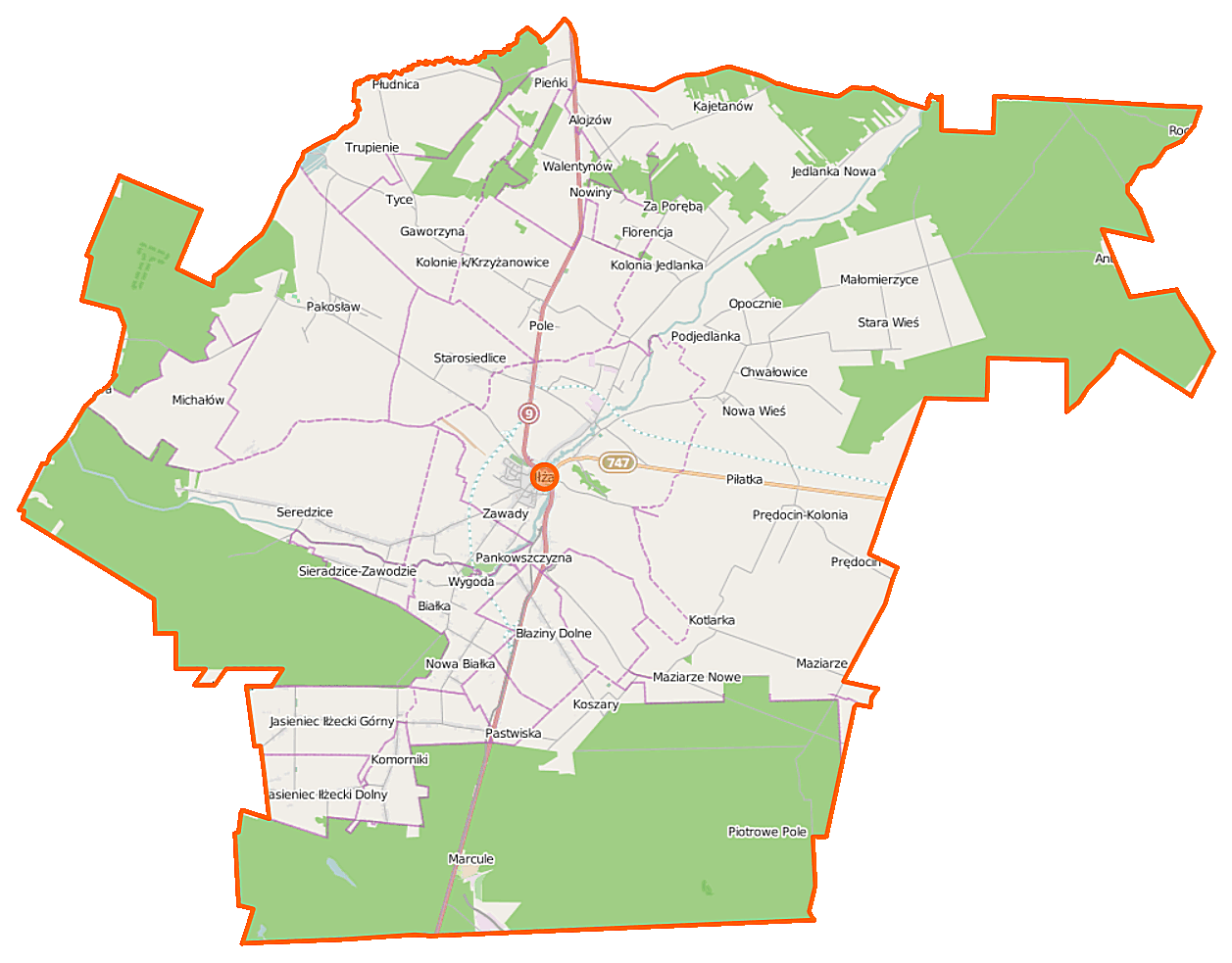
Karte der Gemeinde

Die Gemeinde liegt im Süden der Woiwodschaft und grenzt dort sowie im Westen an die Woiwodschaft Heiligkreuz. Die Kreisstadt Radom liegt 20 Kilometer nördlich, Kielce etwa 50 Kilometer südwestlich. Nachbargemeinden sind die Gemeinden Wierzbica im Nordwesten und Skaryszew und Kazanów im Norden, Ciepielów im Nordosten sowie Kłecko im Osten, in der Woiwodschaft Heiligkreuz die Gemeinden Brody im Süden sowie Mirzec im Westen.
Wichtigstes Fließgewässer ist die 77 Kilometer lange Iłżanka, die südlich des Hauptortes zu einem kleineren See aufgestaut wird.
Die Gemeinde hat eine Fläche von 255,8 km², von der 53 Prozent land- und 39 Prozent forstwirtschaftlich genutzt werden.

## Geschichte
Das heutige Gemeindegebiet gehörte unterbrochen durch die deutsche Besatzungszeit im Zweiten Weltkrieg von 1919 bis 1975 zur Woiwodschaft Kielce mit unterschiedlichem Zuschnitt. Der Powiat Iłżecki, der schon in russischer Zeit bestand, war nach Iłża benannt, hatte aber seinen Sitz in Starachowice. Iłża erhielt 1924 die in russischer Zeit aberkannten Stadtrechte zurück.
Von 1975 bis 1998 gehörte das Gemeindegebiet zur beträchtlich verkleinerten Woiwodschaft Kielce. Der Powiat (1973 in Powiat Starachowicki umbenannt) wurde in dieser Zeit aufgelöst. Die Landgemeinde Iłża wurde zum 1. Januar 1973 aus verschiedenen Gromadas neu geschaffen. Stadt- und Landgemeinde Iłża wurden 1990/1991 zur Stadt-und-Land-Gemeinde zusammengelegt. Diese kam 1999 an die Woiwodschaft Masowien und den Powiat Radomski.

## Gliederung
Zur Stadt-und-Land-Gemeinde (gmina miejsko-wiejska) Iłża mit 14.571 Einwohnern (Stand 31. Dezember 2020) gehören die Stadt selbst und 27 Dörfer mit Schulzenämtern (sołectwa):
- Alojzów,
- Białka,
- Błaziny Dolne,
- Błaziny Górne,
- Chwałowice,
- Florencja,
- Gaworzyna,
- Jasieniec Iłżecki Dolny,
- Jasieniec Iłżecki Górny,
- Jasieniec-Maziarze,
- Jedlanka Nowa,
- Jedlanka Stara,
- Kajetanów,
- Koszary,
- Kotlarka,
- Krzyżanowice,
- Małomierzyce,
- Maziarze Nowe,
- Maziarze Stare,
- Pakosław,
- Pastwiska,
- Pieńki,
- Piłatka,
- Płudnica,
- Prędocin,
- Prędocinek,
- Prędocin-Kolonia,
- Seredzice,
- Seredzice-Zawodzie,
- Starosiedlice,
- Walentynów

Dörfer ohne Schulzenamt sind Kolonia Seredzice, Krzewa, Michałów, Nowy Jasieniec Iłżecki und Piotrowe Pole. Hinzu kommen Jedlanka-Kolonia und die Weiler Budy, Łąki, Lipie, Marcule, Pod Lasem sowie Stanisławów-Młyn.

## Denkmalgeschützte Sehenswürdigkeiten
Die Stadt Iłża ist reich an Sehenswürdigkeiten, dazu gehören neben der Altstadt als Denkmalzone, die Burgruine, mehrere Kirchen und Kapellen, Friedhöfe, Wohnhäuser sowie technische Denkmale wie der Kleinbahnhof, die Reste einer Kalkbrennerei und ein Töpferofen. In den Dörfern der Gemeinde stehen unter Denkmalschutz:
- Bauernhof in Chwałowice, 1. Hälfte des 19. Jahrhunderts[3]
- Friedhofskapelle in Kotlarka, 1. Hälfte des 19. Jahrhunderts[4]
- Kirche (1936) und Glockenturm (18. Jh.) in Krzyżanowice[5]
- Friedhof (18. Jh.) in Krzyżanowice, Anfang 19. Jahrhundert[6]
- Herrenhaus[7] und Park in Krzyżanowice, 1. Hälfte des 19. Jahrhunderts[8]
- Park in Pakosław 18./19. Jahrhundert[9]
- Schlachtendenkmal in Pakosław (1914)[10]
- hölzernes Herrenhaus[11] und Park in Prędocin 18./19. Jahrhundert[12]
- Herrenhaus[13] und Park in Starosiedlice 18./19. Jahrhundert[14]

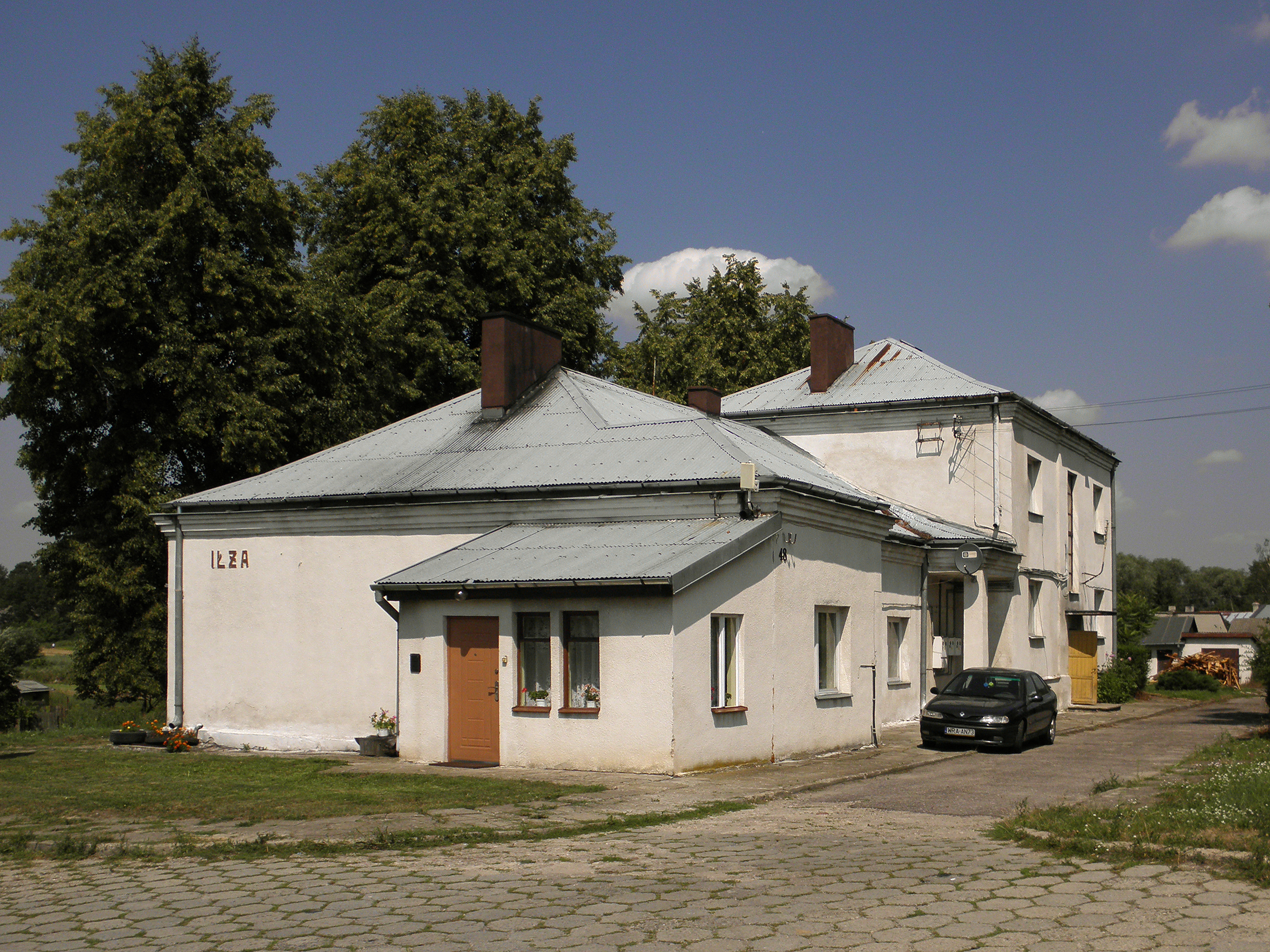
Kleinbahnhof in Iłża
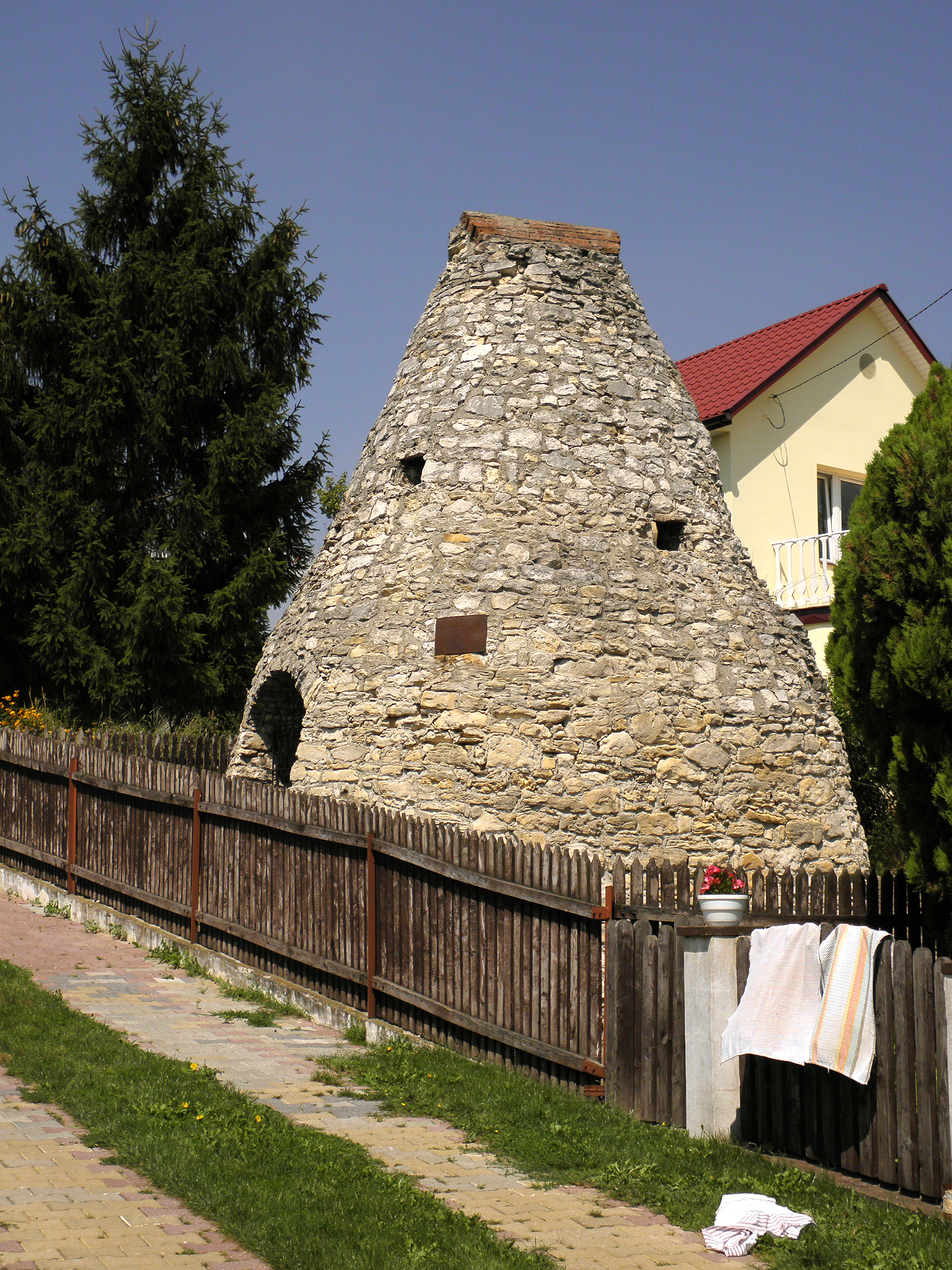
Töpferofen in Iłża
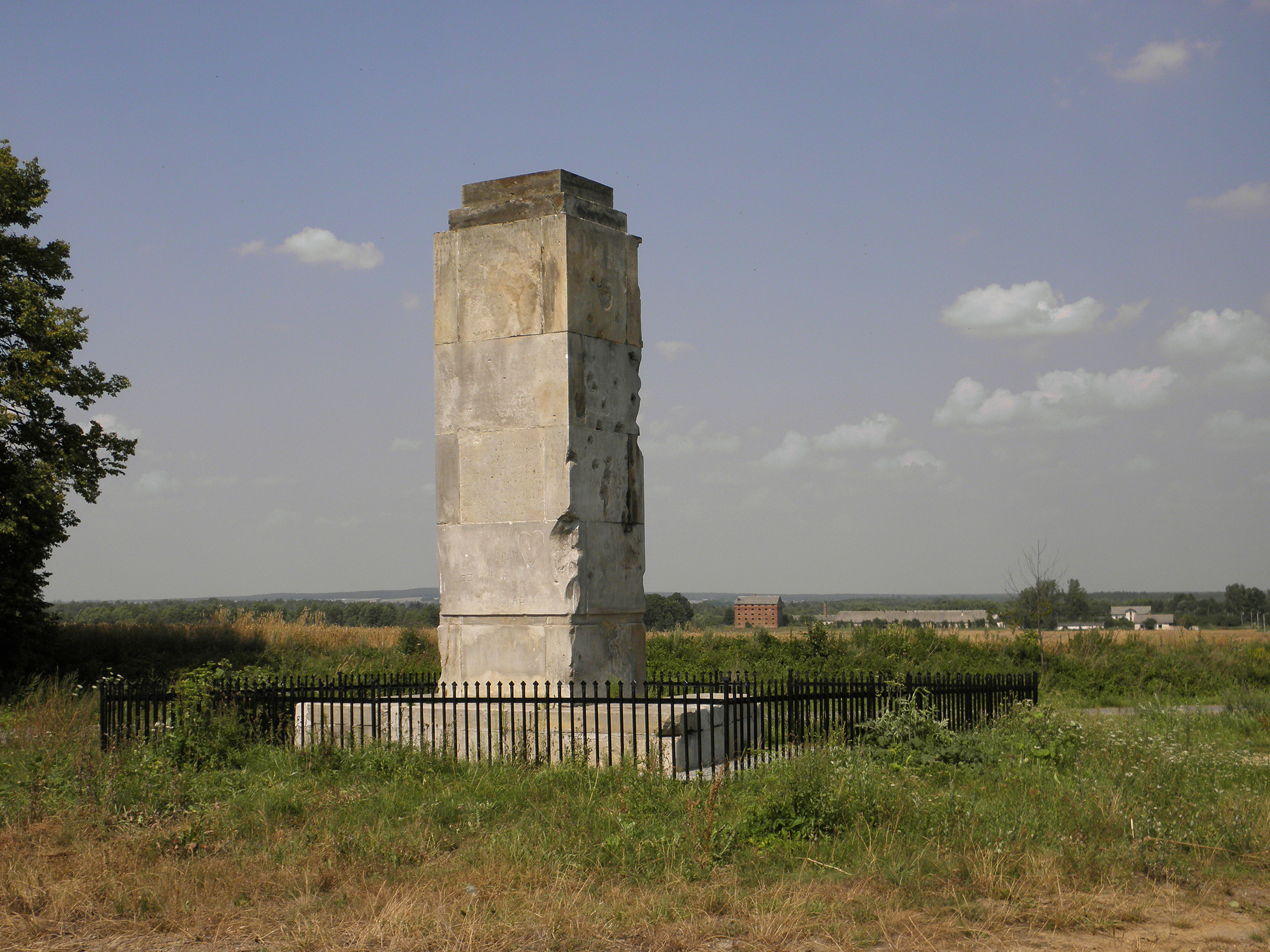
Denkmal in Pakosław
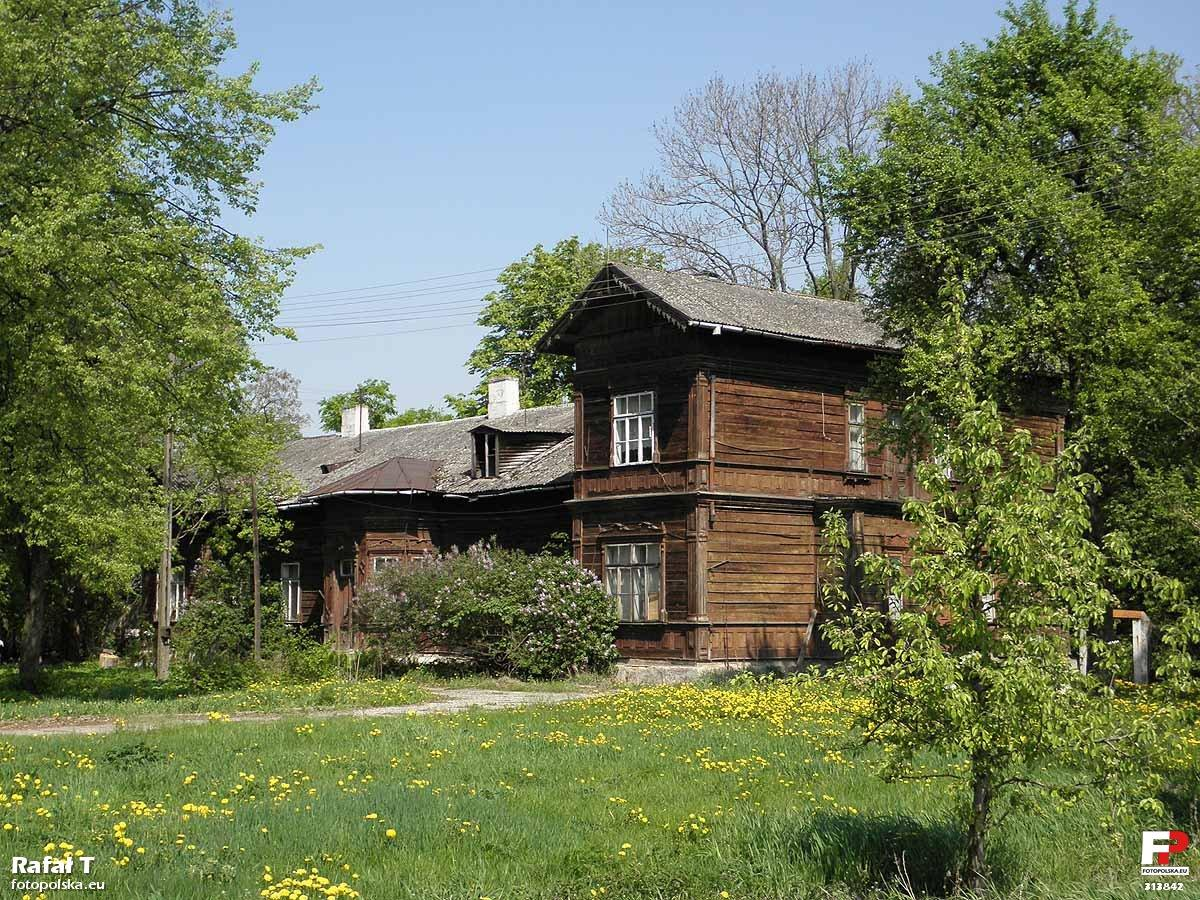
Herrenhaus in Prędocin

## Verkehr
Die Landesstraße DK9 (Europastraße 371) durchzieht die Gemeinde und ihren Hauptort von Nord nach Süd. Sie führt von der Kreisstadt Radom nach Rzeszów, die Hauptstadt der Woiwodschaft Karpatenvorland. Die Woiwodschaftsstraße DW747 führt von Iłża über Lipsko nach Lublin.
Der nächste Bahnhof ist in der südlich gelegenen, ehemaligen Kreisstadt Starachowice, ein weiterer Fernbahnhof befindet sich auch in Radom nördlich der Gemeinde.
Der nächste internationale Flughafen ist Warschau in etwa 120 Kilometer Entfernung.